# Ilias Sebaoui
Ilias Sebaoui (en arabe : إلياس سبعاوي), né le 4 octobre 2001 à Anvers en Belgique, est un footballeur marocain qui joue au poste d'ailier gauche au Saint-Trond VV.

## Biographie

### En club
Né à Anvers en Belgique, Ilias Sebaoui est formé au Beerschot AC, qu'il rejoint à l'âge de huit ans, avant de rejoindre en 2013 le Waasland-Beveren. Il rejoint en 2015 le Beerschot VA et signe son premier contrat professionnel avec ce club.
Sebaoui joue son premier match de première division belge le 18 décembre 2021 face au KV Ostende. Il entre en jeu à la place de Ramiro Vaca lors de ce match perdu par son équipe (0-2 score final).
Le 30 juin 2023, Ilias Sebaoui rejoint le Feyenoord Rotterdam pour un contrat courant jusqu'en juin 2025. Il est toutefois directement prêté au FC Dordrecht. 
Il joue alors son premier match le FC Dordrecht 11 août 2023 contre le NAC Breda, lors de la première journée de la saison 2023-2024 de championnat. Il est titularisé et les deux équipes se neutralisent (2-2 score final).
Le 23 juillet 2024, Ilias Sebaoui est de nouveau prêté, cette fois-ci au SC Heerenveen pour une saison.

### En sélection
Né et ayant grandi en Belgique de parents marocains, Ilias Sebaoui est éligible pour jouer pour l'un de ces deux pays mais son choix se porte sur le Maroc, qu'il représente en sélection. 
En mars 2022 il est appelé pour la première fois avec l'équipe du Maroc des moins de 23 ans.
Le 18 mai 2022, Ilias Sebaoui figure sur la liste des convoqués par le sélectionneur Jacky Mathijssen avec l'équipe de Belgique espoirs, aux côtés de joueurs comme Loïs Openda, Amadou Onana ou encore Koni De Winter pour le dernier match des qualifications à l'Euro 2021 espoirs contre l'Écosse espoirs,,,. Ce dernier décline officiellement la convocation, révélant un choix international définitif avec l'équipe du Maroc, que ce soit pour les jeunes comme les seniors,,.